# Matelea proctorii
Matelea proctorii är en oleanderväxtart som beskrevs av Krings. Matelea proctorii ingår i släktet Matelea och familjen oleanderväxter. Inga underarter finns listade i Catalogue of Life.